# Khách sạn Ritz Paris
Khách sạn Ritz là một khách sạn nổi tiếng và đặc biệt sang trọng ở Paris. Nằm ở số 15, quảng trường Vendôme thuộc quận 1, khánh sạn này được mở vào ngày 1 tháng 6 năm 1898 bởi César Ritz. Tòa nhà khách sạn Ritz được xây từ thế kỷ 18, và trước đó cũng là một khách sạn đặc biệt.
Nằm cạnh Bộ Tư pháp, trên quảng trường Vendôme, Ritz thuộc trung tâm của Paris nhưng là một khu vực yên tĩnh. Đây là một trong những khu phố sang trọng bậc nhất Paris. Các tòa nhà quanh quảng trường đều là các khách sạn cao cấp hay những cửa hàng bán đồ xa xỉ.
Năm 1979, người thừa kế cuối cùng của Ritz đã bán khách sạn này cho thương gia người Ai Cập Mohamed Al-Fayed. Và chính Dodi Al-Fayed, con trai của Mohamed Al-Fayed, cùng công nương Diana đã từ khách sạn này đi và cùng tử nạn tại đường hầm gần cầu Alma vào 31 tháng 8 năm 1997.
Là một địa điểm ưu chuộng của giới thượng lưu, Ritz càng nổi tiếng nhờ những khách trọ lừng danh. Trong số đó có thể kể tới Ernest Hemingway, Francis Scott Fitzgerald, Marcel Proust, vua Edward VII của Anh, Rudolph Valentino, Charlie Chaplin, Greta Garbo.

## Kiến trúc
Mặt trước của tòa nhà là tác phẩm của kiến trúc sư nổi tiếng Jules Hardouin-Mansart. Vào năm 1898, César Ritz đã biến nó thành một khách sạn sang trọng.
Tòa nhà là chủ đề của một phân loại là di tích lịch sử kể từ 17 Tháng năm 1930. Nó được liệt kê trong nhiều sách hướng dẫn là một trong những khách sạn uy tín nhất trên thế giới.

## Nội thất

### Các phòng
Khách sạn có 159 phòng trong đó có 56 dãy phòng và 6 dãy phòng sang trọng nhìn ra quảng trường Place Vendôme, nhà tạo mẫu Coco Chanel cũng chọn nơi này để sống trong hơn 30 năm.
Các phòng đều được trang bị với một màn hình mỏng nhúng vào trong gương, Wi-Fi, truy cập vào Internet và một mini-bar và một máy vô tuyến. Các dãy phòng được sáng tác trên khác một phòng tắm lớn, một phòng khách, một phòng ngủ và nó phụ thuộc vào kích thước của bộ này. Khách hàng, khách du lịch giàu có là 40% Mỹ, 12% người Anh, 10% Trung Đông và 10% vào năm 2006 Nga
Nó cũng bao gồm một phòng tập thể dục, một thẩm mỹ viện và lớn hồ bơi tư nhân.

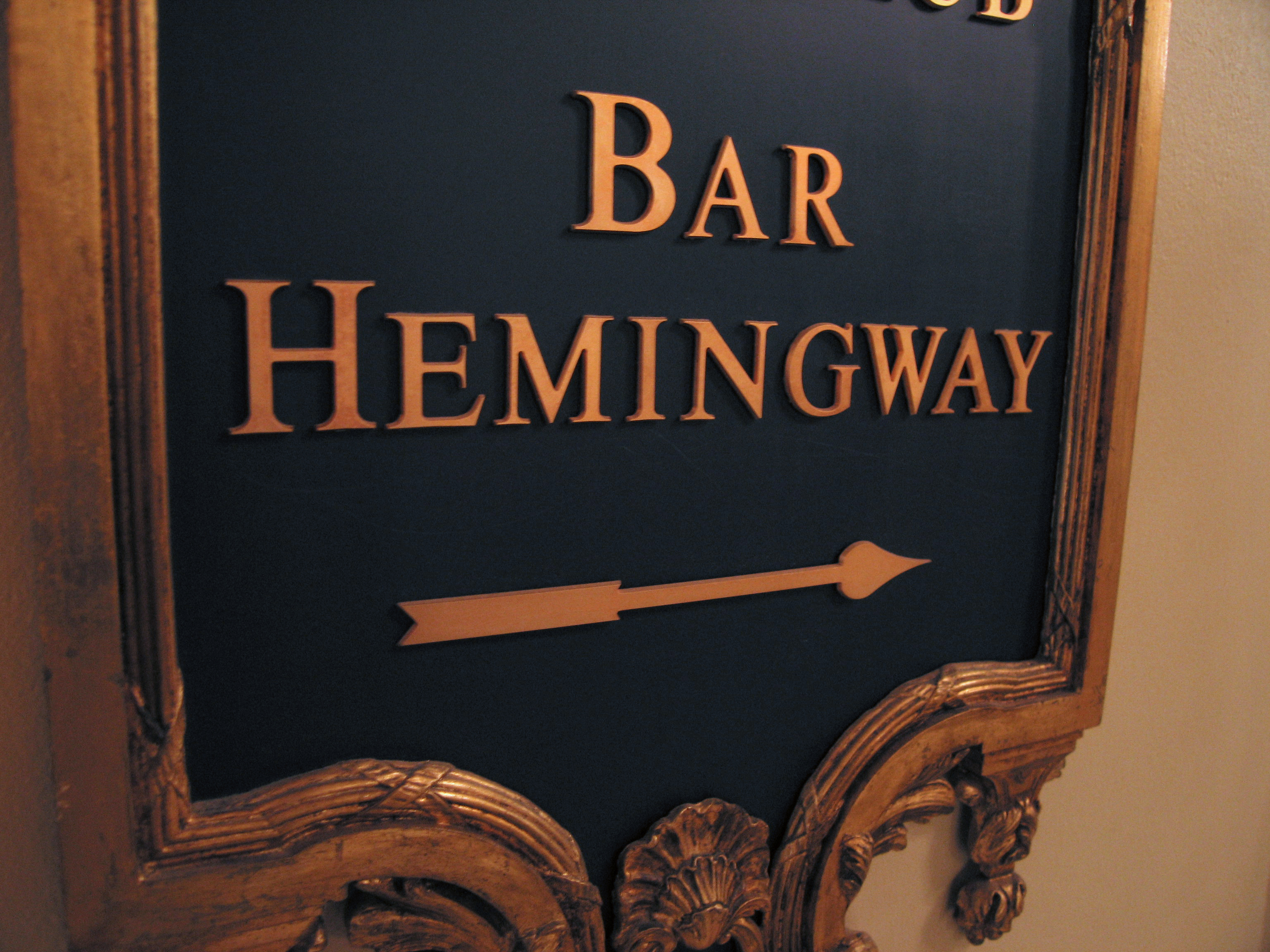
Bar Hemingway

### Bars
Khách sạn có 3 quầy bar:
- Quầy bar Vendôme;
- Ritz Bar;
- cuối cùng là Hemingway Bar, Le Petit Bar từ năm 1994 mà phải đặt tên cho một nhà văn Ernest Hemingway[3] và nổi tiếng với loại cocktail của nó.

### Nhà hàng

Hôtel Ritz Paris.

Nhà hàng Gourmet L'Espadon, thành lập năm 1956 bởi Charles Ritz. The Executive Chef, Michel Roth và bếp trưởng của nhà hàng Arnaud Faye, được khen thưởng với một ngôi sao thứ hai trong Guide Michelin trong tháng 3/2009. Cùng với đầu bếp danh tiếng Auguste Escoffier, César Ritz làm cho Ritz trở thành một biểu tượng của sự xa hoa.

## Khách sạn Ritz trong nghệ thuật
- Trong bộ phim năm 1957 Love in the Afternoon của đạo diễn Billy Wilder, hai nhân vật do Audrey Hepburn và Gary Cooper đóng đã gặp nhau tại khách sạn Ritz.
- Trong Mật mã Da Vinci, nhân vật chính Robert Langdon trọ tại Ritz trong thời gian ở Paris.